# Classe Agata
La classe Agata è composta dalle due navi traghetto bidirezionali Agata e Pace, costruite tra il 1973 ed il 1974 al cantiere navale di Riva Trigoso per la flotta delle Ferrovie dello Stato.

## Caratteristiche
Costruite tra il 1973 ed il 1974 per le Ferrovie dello Stato, sono state le prime unità bidirezionali della flotta pubblica. Lunghe 77 metri e larghe 16,5, furono destinate già in origine al trasporto di mezzi gommati nello stretto di Messina, con una capacità di carico di 400 passeggeri e 92 automobili. Le unità sono dotate di un sistema di propulsione di tipo Voith Schneider in luogo delle tradizionali eliche.

## Unità della classe
| Nome  | Numero IMO | Impostazione    | Varo             | Entrata in servizio | Rotta                | Note |
| ----- | ---------- | --------------- | ---------------- | ------------------- | -------------------- | ---- |
| Agata | 7351020    | 2 gennaio 1973  | 10 novembre 1973 | gennaio 1974        | Pozzuoli - Ischia    |      |
| Pace  | 7351032    | 5 febbraio 1973 | 24 gennaio 1974  | agosto 1974         | Palau - La Maddalena |      |

## Servizio
La Agata fu varata il 10 novembre 1973, entrando in servizio tra Villa San Giovanni e Messina nel gennaio dell'anno seguente. La gemella Pace scese in acqua per la prima volta il 24 gennaio 1974, raggiungendo la gemella ad agosto dello stesso anno. Le due unità rimasero in servizio nello Stretto di Messina fino al 2003. Nell'estate 2004 la Agata fu noleggiata alla Tre.Mar. per collegare Palau e La Maddalena. L'anno successivo entrambe le unità furono nuovamente noleggiate su questa rotta dalla genovese EneRmaR, che alla fine dell'estate 2005 le acquistò da Bluvia in cambio di due navi traghetto più capienti e recenti, la Budelli e la Razzoli, facenti parte della classe Superflex 2000. Le gemelle Agata e Pace rimasero in servizio fra Palau e La Maddalena fino al novembre 2011, quando la EneRmaR sospese le attività. 
Nel gennaio 2013 la Agata fu acquistata dalla compagnia di navigazione Medmar, che intendeva utilizzarla nei collegamenti con Ischia. Tuttavia la nave si rivelò inadatta agli approdi dell'isola, venendo rimandata in cantiere per sostituire una delle rampe di accesso al garage e rientrando in servizio a dicembre, sui collegamenti da e per Pozzuoli. La Pace, invece, dopo essere tornata per qualche tempo sulla Palau - La Maddalena passò alla N.G.I. (Navigazione Generale Italiana), entrando in servizio a gennaio 2016 sui collegamenti tra Trapani e le isole Egadi. Nel 2016 anche la Agata fu noleggiata a N.G.I. e le due navi furono rimesse in servizio tra Palau e La Maddalena, sotto le insegne della Maddalena Lines. In seguito, la Pace rimase stabilmente impegnata in questo collegamento, mentre la Agata vi fu destinata solo per una nella stagione estiva, tornando nel Golfo di Napoli per Medmar.